# Franciscodendron laurifolium
Franciscodendron laurifolium là một loài thực vật có hoa trong họ Cẩm quỳ. Loài này được (F.Muell.) B.Hyland & Steenis mô tả khoa học đầu tiên năm 1987.